# Municipio de Bear Grove (Illinois)
El municipio de Bear Grove (en inglés: Bear Grove Township) es un municipio ubicado en el condado de Fayette en el estado estadounidense de Illinois. En el año 2010 tenía una población de 599 habitantes y una densidad poblacional de 6,18 personas por km².

## Geografía
El municipio de Bear Grove se encuentra ubicado en las coordenadas 38°57′38″N 89°12′15″O / 38.96056, -89.20417. Según la Oficina del Censo de los Estados Unidos, el municipio tiene una superficie total de 96.89 km², de la cual 96,73 km² corresponden a tierra firme y (0,16 %) 0,15 km² es agua.

## Demografía
Según el censo de 2010, había 599 personas residiendo en el municipio de Bear Grove. La densidad de población era de 6,18 hab./km². De los 599 habitantes, el municipio de Bear Grove estaba compuesto por el 98,5 % blancos, el 0,33 % eran afroamericanos, el 0,67 % eran de otras razas y el 0,5 % eran de una mezcla de razas. Del total de la población el 1 % eran hispanos o latinos de cualquier raza.